# Справа колишніх бійців «Торнадо»
Справа про злочини бійців роти спецпризначення МВС «Торнадо» — судовий процес проти особового складу бійців колишньої роти міліції України «Торнадо» за обвинуваченням у вчиненні ряду злочинів різного ступеня тяжкості в ході антитерористичної операції на сході України. Розслідування справи набуло великого суспільного та політичного резонансу. 7 квітня 2017 року, за рішенням суду, вісім бійців, у тому числі командир роти Руслан Онищенко та його заступник Микола Цукур отримали від 8 до 11 років ув'язнення. Ще чотирьох бійців батальйону засудили до умовного терміну.

## Передісторія
16 жовтня 2014 року міністр МВС Арсен Аваков віддав наказ розформувати батальйон патрульної служби міліції особливого призначення «Шахтарськ»:
|  | Батальйон „Шахтарськ“, який чудово бився під Іловайськом, мною був розпущений, тому що неодноразові випадки мародерства у Волновасі і в інших ситуаціях мали місце… не весь загін з 700 добровольців займався мародерством, а всього 50 осіб, але ці 50 осіб змогли зганьбити честь всього спецзагону» |

Після розформування батальйону особовий склад був поділений на дві групи: одна частина бійців перейшла в підрозділ МВС «Свята Марія», з іншої групи співробітників МВС, переважно жителів Донецької та Луганської областей, було вирішено створити новий добровольчий підрозділ МВС «Торнадо».
23 жовтня 2014 року в Запоріжжі у пресцентрі «TEZIS.TV» пройшла презентація нового спецпідрозділу МВС журналістам та представникам громадськості. Командир Данило Воля (псевдо — «Перший») зазначив, що підрозділ буде функціонувати у складі роти. Основне завдання — протидія сепаратизму на сході України. Особовий склад «Торнадо» планує виконувати завдання розвідувально-диверсійного характеру.

## Кримінальне провадження
В березні 2015 року військова прокуратура почала кримінальне провадження за статтями 255 (створення злочинної організації), 127 (вчинення насильницьких дій, пов'язаних зі статевим насильством), 115 (вбивство) Кримінального кодексу України за фактом створення міліціонерами «Торнадо» злочинної організації та вчинення ними злочинних дій особливої тяжкості.
17 червня 2015 року за цим провадженням співробітники управління внутрішньої безпеки МВС разом зі слідчими військової прокуратури затримали вісім бійців окремої роти «Торнадо», в тому числі командира цього підрозділу лейтенанта міліції Руслана Онищенка, раніше п'ять разів засудженого. Одразу ж з початком затримань бійців спецроти, її бійці у кількості 100 осіб офіційно оформлених в МВС та ще 70 невідомих осіб зачинилися на своїй базі у приміщенні школи під Лисичанськом та відмовилися допускати на територію бази слідчих. На якийсь час ситуація загострилася, але силових дій вдалося уникнути і батальйон було переведено з Луганської області до Донецької області на розформування.
18 червня 2015 року Арсен Аваков підписав наказ про розформування роти міліції «Торнадо».
Коментуючи цю ситуацію, у «Торнадо» заявили, що арешт командира пов'язаний із його боротьбою з контрабандою. Голова Луганської обласної військово-цивільної адміністрації Геннадій Москаль, заявив, що такими заявами бійці лише прикривають свою негідну поведінку. За його словами, воювати підрозділ не бажає і ніколи не брав участь у бойових операціях, а перетворився в організоване злочинне угруповання.

## Суд
Розгляд об'ємної справи з 80 томів, у якій брали участь 111 свідків та 13 потерпілих тривав майже два роки.
Судовий процес відбувався в закритому режимі, оскільки, за поясненнями представників суду, «обвинувачення містить злочини проти статевої свободи та статевої недоторканності потерпілих». Бійці «Торнадо» оголошували голодування, вимагаючи провести відкритий судовий процес.

### Вирок
7 квітня 2017 року Оболонський районний суд Києва ухвалив обвинувальний вирок щодо 12 бійців розформованого батальйону «Торнадо». Екс-командир роти Руслан Онищенко отримав 11 років позбавлення волі, його заступник Микола Цукур — 9 років, громадянин Білорусі Данііл Ляшук — 10 років, Ілля Холод — 9,5 років. Екс-бійці Борис Гульчук, Максим Глєбов, Микита Куст отримали по 9 років позбавлення волі кожен, Анатолій Пламадяла — 8 років позбавлення волі. Юрія Шевченка, Романа Іваша, Андрія Демчука та Микиту Свиридовського було засуджено до 5 років позбавлення волі з випробувальним терміном 3, 2, 2 та 2 роки, відповідно. З кожного із засуджених було стягнуто по 7 750 гривень судових витрат, усі вони були позбавлені міліцейських звань.

### Апеляції
16 березня 2018 року Апеляційний суд Києва почав розглядати апеляцію на рішення Оболонського районного суду столиці. Адвокати бійців стверджували, що в оскаржуваному вироку вже немає первісних, найбільш тяжких звинувачень, як-от убивства та зґвалтування і навіть визнані судом звинувачення (привласнення майна, незаконне проникнення до будівель тощо) не доведені. Також депутат Юрій Тимошенко заявив про свій намір взяти засуджених на поруки. Тим часом у Генпрокуратурі наголошували, що провина бійців є цілком доведеною і що вирок є занадто м'яким, особливо щодо трьох «торнадівців», які отримали умовні терміни.
22 листопада 2019 року Київський апеляційний суд залишив без змін вирок Оболонського районного суду міста Києва від 7 квітня 2017 року.
10 вересня 2021 року Касаційний кримінальний суд у складі Верховного Суду України залишив вирок дванадцяти колишнім бійцям розформованої роти міліції «Торнадо» без змін.

## Заворушення у СІЗО
9 серпня 2018 року засуджені екс-бійці роти МВС «Торнадо» влаштували бунт у Лук'янівському СІЗО, відмовляючись підкоритися правоохоронцям, які з'явилися з перевіркою в камеру. Ув'язнені забарикадувались та застосували саморобні вибухові пакети, через що постраждав один з правоохоронців. Спецназівцям поліції і СБУ довелося штурмувати камеру. В результаті трьох «торнадівців» вивезли в інші слідчі ізолятори на території Київської області, а ще чотирьох помістили в карцер Лук'янівського СІЗО. За фактом вчинення правопорушень була відкрита кримінальна справа. За результатами досудового розслідування екс-командир роти «Торнадо» Онищенко та ще три колишніх бійці підозрювалися у скоєнні злочинів, передбачених ст. 294, частини 1 Кримінального кодексу України (масові заворушення), ст. 342, ч. 2 (опір працівнику правоохоронного органу), ст. 345, ч. 4 (загроза чи насильство щодо працівника правоохоронного органу), ст. 348 (посягання на життя працівника правоохоронного органу), ст. 263, ч. 1 (незаконне поводження зі зброєю). Ще чотири співучасники бунту підозрювалися у порушенні статей, що передбачають відповідальність за масові заворушення та опір працівникові правоохоронного органу. Трьом співробітникам слідчого ізолятора висунуто звинувачення у пособництві.

## Подальша доля
Частина обвинувачених у справі утримувалась у СІЗО з 2015 року, коли діяв «закон Надії Савченко», який дозволяв зараховувати один день попереднього ув'язнення за два дні відбування покарання. Тому призначені терміни покарання Куст, Гульчук, Глєбов та Пламадяла відбули в 2020 році, але продовжували залишатися під вартою у справі про заворушення у СІЗО.
15 лютого 2021 року суд змінив запобіжний захід з тримання під вартою на цілодобовий домашній арест для Анатолія Пламадялу та Бориса Гульчука, після чого перший виїхав відбувати покарання до Кривого Рогу, а другий — до Полтави.
17 березня 2021 року Шевченківський суд міста постановив відпустити під цілодобовий домашній арешт Микиту Куста та Максима Глєбова.
В червні 2021 року на свободу вийшов Данііл Ляшук.
11 липня 2022 року Шевченківський апеляційний районний суд відпустив на поруки екскомандира батальйону «Торнадо» Руслана Онищенка. За нього поручилися дисидент радянських часів, народний депутат України Степан Хмара та його дружина Роксолана.
Як повідомляє BBC Україна, станом на квітень 2023 року усі «торнадівці» на свободі. З судових ухвал відомо, що принаймні троє звільнених після початку повномасштабного вторгнення пішли воювати. Серед них був Данііл Ляшук, який загинув на Бахмутському напрямку 1 квітня 2023 року.